# Siparuna eggersii
Espèce
Synonymes
- Siparuna fuchsiifolia Standl.[1]
- Siparuna mexiae Sleumer[1]

Statut de conservation UICN

 EN A4c : En danger
Siparuna eggersii est une espèce de plantes à fleurs de la famille des Siparunaceae. C'est un buisson endémique d'Équateur.

## Publication originale
- Botanische Jahrbücher für Systematik, Pflanzengeschichte und Pflanzengeographie 20(Beibl. 49): 17. 1895.